# Geir Jørgen Bekkevold

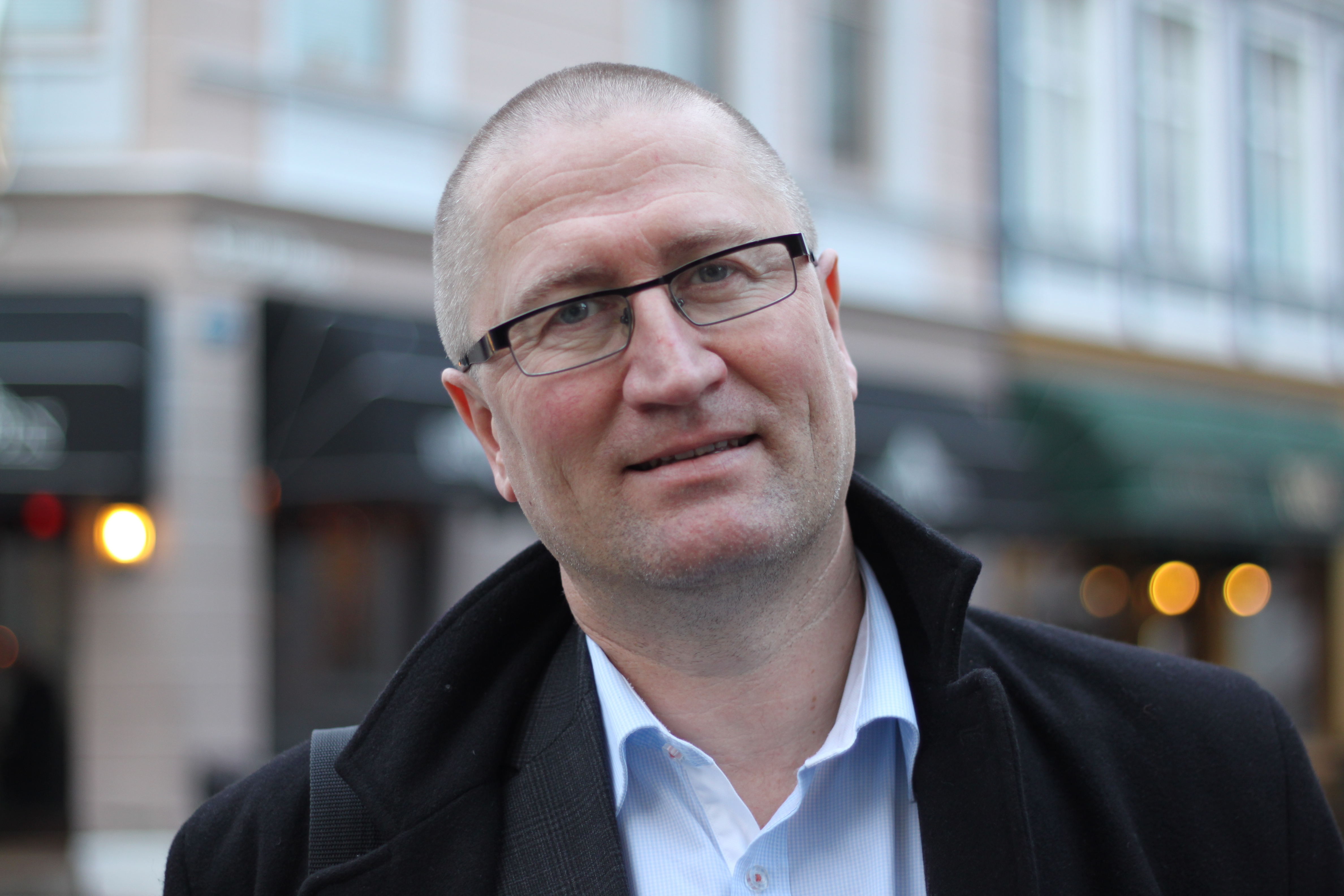
Geir Jørgen Bekkevold, 2012

Geir Jørgen Bekkevold (* 19. November 1963 in Horten) ist ein norwegischer Pfarrer und Politiker der christdemokratischen Kristelig Folkeparti (KrF). Von 2009 bis 2021 war er Abgeordneter im Storting.

## Leben
Nach dem Abschluss des Gymnasiums studierte er von 1983 bis 1991 Theologie. Bis 1992 war er als Militärpfarrer tätig, bevor er als Kaplan und Pfarrer in Skien eingesetzt wurde. In der Zeit von 1999 bis 2009 saß er im Stadtrat von Skien. Zwischen 2003 und 2007 war Bekkevold zudem Abgeordneter im Fylkesting der damaligen Provinz Telemark. Er stand in den Jahren 2008 bis 2010 seiner Partei in seiner Heimatprovinz vor.
Bekkevold zog bei der Parlamentswahl 2009 erstmals in das norwegische Nationalparlament Storting ein. Dort vertrat er den Wahlkreis Telemark und er wurde zunächst Mitglied im Ausschuss für Kommunales und Verwaltungsangelegenheiten. Ab Juni 2011 war er zudem Teil des Kontroll- und Verfassungsausschusses. Im Anschluss an die Wahl 2013 ging er in den Familien- und Kulturausschuss über, wo er als stellvertretender Vorsitzender diente. Nach der Stortingswahl 2017 wurde er zweiter stellvertretender Vorsitzender des Ausschusses, bevor er im Januar 2019 den Vorsitz des Gesundheits- und Pflegeausschusses übernahm. Im Januar 2019 wurde er zudem stellvertretender Fraktionsvorsitzender der KrF-Gruppierung im Parlament.
Im Mai 2020 wurde Bekkevold Vorstandsvorsitzender des United World College Red Cross Nordic in Fjaler. Im Herbst 2021 schied er aus dem Storting aus.

## Positionen
Im Sommer 2018 war er als Pfarrer bei einer gleichgeschlechtlichen Hochzeit einer Parteikollegin tätig. Die Tatsache, dass die christdemokratische KrF gleichgeschlechtliche Hochzeiten in Teilen ablehnt, führte im Anschluss zu parteiinternen Diskussionen und es wurden in der Folgezeit eine unüblich hohe Zahl an Parteiaustritten gemeldet.
Bekkevold gehörte zu den Gegnern eines Beitritts der KrF zur Regierung Solberg, in der auch die rechte Fremskrittspartiet (FrP) sitzt. Dieser wurde schließlich jedoch vollzogen und Bekkevold erklärte, bei der Parlamentswahl 2021 nicht erneut kandidieren zu wollen. Er kritisierte unter anderem, dass im Regierungsvertrag festgeschrieben wurde, das Teile der Entwicklungshilfegelder an Regierungen fließen sollen, die Flüchtlinge zurückhalten sollen.